# Тадасіге Оно
Тадасіге Оно (小野忠重•おのただしげ нар.19 січня 1909 - пом.17 жовтня 1990)— японський художник-графік.

## Життєпис
Рано виявив художні здібності. Перші власні твори показав на виставці в п'ятнадцятирічному віці. Бурхливе політичне життя Японії втягло молодого митця у власний вир і в 20-річному віці він діяч руху «За пролетарське мистецтво» . 1929 року брав участь в виставці з пролетарською тематикою.
1932 року був одним з організаторів «Нового товариства гравюри». Розбурхане мистецьке життя Японії початкових десятиліть 20 ст. характеризувалось палкими дискусіями і не менш напруженими пошуками. Одні митці наполягали на швидкому засвоєнні мистецького досвіду Західної Європи і США, як це робилось в промисловому виробництві по засвоєнню нових технологій (італійська перспектива, техніка олійного живопису, малювання на полотні, а не на папері чи шовку, японська «Йога», живопис європейського зразка  ), інші декларували збереження традиційних жанрів і технологій, котрі мали національне забарвлення і національні технології. Хоча було зрозуміло, що всі проблеми сучасності Японії  традиційними  технологіями не вирішити. 

## Художня манера і перерва в творчості
( «Нова гравюра» )
Мистецькі пошуки Тадасіге Оно були наближені до експресивного мистецтва на кшталт творів останніх періодів Кете Кольвіц чи Георга Гросса, з їх драматизмом та значним узагальненням образів. Тадасіге Оно пішов ще далі в узагальненні та в використанні суто геометричних форм, наближених до європейського кубізму . Митець, однак,  залишився абсолютно байдужим до надбань французького імпресіонізму, що теж культивував спостереження за мінливостями світу і освітлення.  В роки політичної реакції та мілітаризму в Японії, коли альтернативні мистецькі товариства були заборонені,  митець покинув творчість взагалі. Більшість творів раннього періоду знищена і відома лише за фото і репродукціями. 

## Відновлення творчої практики
Він повернувся до творчості лише в повоєнні роки, після військової поразки Японії в 2-й світовій війні. Зберіг митець і вироблену раніше сильно узагальнену художню манеру і геометризм образів. Але почав використовувати контрастні кольори, котрі дещо зменшували чорні кольори, що переважали в гравюрах митця. Залишилась в графіці майстра і драматична атмосфера навіть в пейзажах, близька до світосприйняття європейських представників мізерабілізму, песимістичних і депресивних. Напруженими і драматичними постають в гравюрах художника навіть краєвиди європейських міст («Панорама Відня », 1962) чи навіть барокових сходинок в Римі.
Для традиційного мистецтва Японії з потягом до медитацій і спостережень за туманами, хмарами, горами,  водоспадами, з відмовою від сильних рухів і драматичних сюжетів( якщо не брати зображень вояків і світлин до батальних сцен) ця атмосфера пригніченості в пейзажах була чимось новим і незвичним. Як і відображення в творах протиріч японського урбанізму, самотності і розгубленості людей перед проблемами.   При цьому сюжети його гравюр спрощені, примітизовані або взагалі безсюжетні ( «Канал в синіх тонах», 1957, «Меморіал в Хіросімі », 1959, «Морські ворота », 1960, «Птахи на скелях» 1960 ). Не користувався митець і розкатом фарб з тонкими переходами кольорів , який так полюбляли традиційні японські майстри гравюри в пейзажі - Андо Хіросіге, Хокусай тощо. Для сприйняття деяких гравюр потрібні обізнаність глядача в історії («Меморіал в Хіросімі ») чи в екологічних проблемах світу ( «Забруднення моря », 1975).

## Вибрані гравюри
- «Завод », 1956
- «Шлях », 1957
- «Канал. Осака », 1957
- «Канал в синіх тонах», 1957
- «Меморіал в Хіросімі » або «Води Хіросіми», 1959
- «Морські ворота », 1960
- «Птахи на скелях», 1960
- «Приморська вулиця. Дахи », 1960
- «Птахи на галявині », 1960
- «Панорама Відня », 1962
- «Вулиця в Ленінграді », 1962
- «Порт Находка», 1962
- «Ранок », 1964
- «Дерева біля моря», 1965
- «Сходи в Римі », 1965
- «Вуличка. Помпеї»
- «Друкарі гравюр»
- «Рибний ринок»
- «Пейзаж міста. Вуличка », 1965
- «Спекотне сонце », 1965
- «Околиця міста», 1969
- «Криги на морі », 1969
- «Порт», 1972
- «Річка Суміда. Токіо », 1975
- « Узбережжя», 1975
- «Забруднення моря », 1975